# Arenas de San Juan
Arenas de San Juan és un municipi de la província de Ciudad Real a la comunitat autònoma de Castella-La Manxa.

## Demografia
| 1991  | 1996  | 2001  | 2004  |
| ----- | ----- | ----- | ----- |
| 1.021 | 1.085 | 1.077 | 1.075 |